# 2018-as UEFA-bajnokok ligája-döntő
A 2018-as UEFA-bajnokok ligája-döntő az európai labdarúgó-klubcsapatok legrangosabb tornájának 26., jogelődjeivel együttvéve a 63. döntője volt. A mérkőzést a kijevi Olimpiai Stadionban rendezték 2018. május 26-án, magyar idő szerint 20:45-től. A mérkőzés győztese részt vehetett a 2018-as UEFA-szuperkupa döntőjében, ahol az ellenfél a 2017–2018-as Európa-liga győztese lesz, valamint a 2018-as FIFA-klubvilágbajnokságra is kijutott.

## Helyszín
Az Olimpiai Stadiont 2016. szeptember 15-én jelölték ki a döntő helyszínéül az UEFA Végrehajtó Bizottságának athéni ülésén. Ez volt a hatodik Bajnokcsapatok Európa-kupája/Bajnokok Ligája döntő amit kelet-európai helyszínen tartottak.
A kijevi Olimpiai Stadion 1923-ban épült, története során háromszor lett felújítva, ezt megelőzően legutóbb 2011-ben, a 2012-es labdarúgó-Európa-bajnokságra készülve. A kontinenstorna döntőjének is a stadion volt helyszíne, a spanyolok 4-0-s győzelmet arattak az olasz válogatott felett. Az Olimpiai Stadion maximális befogadóképessége 70 050 fő, a Dinamo Kijiv és az ukrán válogatott otthona.

## Résztvevők
A döntő egyik résztvevője a spanyol Real Madrid volt. A Real Madrid volt a címvédő is. Korábban 12-szer nyerte meg a BL-t, vagy az elődjének számító BEK-et (1956, 1957, 1958, 1959, 1960, 1966, 1998, 2000, 2002, 2014, 2016, 2017) és hármat vesztett el (1962, 1964, 1981).
A másik résztvevő az angol Liverpool FC volt. Korábban 5-ször nyerte meg a BL-t, vagy az elődjének számító BEK-et (1977, 1978, 1981, 1984, 2005) és kettőt vesztett el (1985, 2007).
A két csapat korábban az 1981-es BEK-döntőben is egymás ellen játszott, akkor a Liverpool nyert 1–0-ra.

## Út a döntőig
Az eredmények az adott csapat szempontjából szerepelnek.

## A mérkőzés
| 2018. május 26. 21:45 (20:45) |

| Real Madrid              | 3–1               | Liverpool FC |
| ------------------------ | ----------------- | ------------ |
| Benzema 51' Bale 64' 83' | (0–0) Jegyzőkönyv | Mané 55'     |

| Olimpiai Stadion, Kijev Játékvezető: Milorad Mažić (szerb) |

| Real Madrid | Liverpool |

| GK              | 1  | Keylor Navas      |  |     |
| RB              | 2  | Daniel Carvajal   |  | 37' |
| CB              | 5  | Raphaël Varane    |  |     |
| CB              | 4  | Sergio Ramos (c)  |  |     |
| LB              | 12 | Marcelo           |  |     |
| CM              | 10 | Luka Modrić       |  |     |
| CM              | 14 | Casemiro          |  |     |
| CM              | 8  | Toni Kroos        |  |     |
| AM              | 22 | Isco              |  | 61' |
| CF              | 9  | Karim Benzema     |  | 89' |
| CF              | 7  | Cristiano Ronaldo |  |     |
| Cserék:         |    |                   |  |     |
| GK              | 13 | Kiko Casilla      |  |     |
| DF              | 6  | Nacho Fernández   |  | 37' |
| DF              | 15 | Theo Hernández    |  |     |
| MF              | 20 | Marco Asensio     |  | 89' |
| MF              | 23 | Mateo Kovačić     |  |     |
| FW              | 11 | Gareth Bale       |  | 61' |
| FW              | 17 | Lucas Vázquez     |  |     |
| Vezetőedző:     |    |                   |  |     |
| Zinédine Zidane |    |                   |  |     |

| GK           | 1  | Loris Karius           |     |     |
| RB           | 66 | Trent Alexander-Arnold |     |     |
| CB           | 6  | Dejan Lovren           |     |     |
| CB           | 4  | Virgil van Dijk        |     |     |
| LB           | 26 | Andrew Robertson       |     |     |
| CM           | 7  | James Milner           |     | 83' |
| CM           | 14 | Jordan Henderson (c)   |     |     |
| CM           | 5  | Georginio Wijnaldum    |     |     |
| RF           | 11 | Mohamed Szaláh         |     | 31' |
| CF           | 9  | Roberto Firmino        |     |     |
| LF           | 19 | Sadio Mané             | 82' |     |
| Cserék:      |    |                        |     |     |
| GK           | 22 | Simon Mignolet         |     |     |
| DF           | 2  | Nathaniel Clyne        |     |     |
| DF           | 17 | Ragnar Klavan          |     |     |
| DF           | 18 | Alberto Moreno         |     |     |
| MF           | 20 | Adam Lallana           |     | 31' |
| MF           | 23 | Emre Can               |     | 83' |
| FW           | 29 | Dominic Solanke        |     |     |
| Menedzser:   |    |                        |     |     |
| Jürgen Klopp |    |                        |     |     |

| A mérkőzés legjobbja: Gareth Bale (Real Madrid) Asszisztensek: Milovan Ristić (szerb) Dalibor Đurđević (szerb) Negyedik játékvezető: Clément Turpin (francia) További asszisztensek: Nenad Đokić (szerb) Danilo Grujić (szerb) Tartalékjátkvezető: Nemanja Petrović (szerb) | Szabályok - 90 perc játékidő. - 30 perc hosszabbítás döntetlen esetén. - Ha ekkor sincs döntés, akkor tizenegyesek következnek. - Hét cserejátékos nevezhető, három becserélhető. |